# Marie Lera
Hortense Marie Héliard, dite Marie Lera, née le 2 juin 1864 à Saint-Nazaire et morte le 9 octobre 1958 à Bron, est une journaliste et romancière française.
Elle a utilisé les pseudonymes Jean d'Anin et Marc Hélys.

## Biographie

### Jeunesse et famille
Hortense Marie Héliard naît en 1864 à Saint-Nazaire, fille d'un capitaine au long cours,. Dès l'enfance, elle est initiée à l'anglais, l'italien et, grâce à sa nurse, au suédois. En 1886, elle se marie avec Carlos Américo Lera (de), (La Havane avocat et diplomate mexicain né à Cuba, dont elle est la deuxième épouse,. Il est déjà le père de trois garçons, Carlos Americo Lera Borrell (La Havane, 8 novembre 1878 - Paris, 18 juin 1915), Ramón Federico Lera Borrell, (Mexico le 13 mai 1880), Fernando Lera Borrell (Mexico le 11 février 1882 -  Mexico le 14 août 1935), et d'une fille, Edelmira-Delfina-Amelia Lera Borrell, (Saint-Nazaire le 26 mai 1885 - New Bedford, États-Unis, 1974), épouse d'Ernest E. Beauvais,,.
Marie Lera mit au monde une fille, Marguerite-Marie-Amélie, (Nantes le 5 novembre 1888 - Genève 22 janvier 1989), mariée le 6 septembre 1930, à Genève, au baron Camille Alois Eynard),.
Le couple se sépara en janvier 1896 mais ne divorça jamais.,.

### Carrière
Marie Lera débute dans le journalisme avec un reportage sur la Scandinavie et adopte deux pseudonymes, Jean d'Anin et Marc Hélys, pour publier ses écrits et plus tard des traductions (de l'italien, anglais, suédois et polonais).
Lors de deux séjours à Constantinople, elle crée des liens avec deux des filles du secrétaire général du Département des Affaires étrangères ottoman, avec lesquelles elle dupa en 1904 Pierre Loti, en se faisant passer pour une ottomane vivant dans un harem. Elle créa pour cela le personnage de Layla, et fit croire à son suicide au romancier. celui-ci en fit le roman Les désenchantées,. Intéressée par le féminisme dans plusieurs pays étrangers, elle publie en 1906 À travers le féminisme suédois. En 1908, elle fait paraître un livre qu'elle présente comme un témoignage sur la condition féminine et les événements qui marquent son époque, Le Jardin fermé, mais qui est en réalité un résumé de on-dit ponctué d'inventions romanesques.
Marie Lera est surtout connue pour son ouvrage Le Secret des désenchantées, publié en 1923 sous le pseudonyme de Marc Hélys, qui raconte comment le succès littéraire de Pierre Loti Les Désenchantées résulte d'une supercherie dont elle fut l'une des auteurs durant son second séjour à Constantinople en 1904.
Marie Lera meurt en 1958 à Bron.

## Publications

### Sous le nom de Marie Lera
- Les Petits Boërs : épisode de la guerre du Transvaal en 1900, Paris, Librairie Gedalge, 1900

### Sous le nom de Jean d'Anin
- Laquelle ? - Collection Stella no 107, 1903

### Sous le nom de Marc Hélys
- À travers le féminisme suédois, Plon-Nourrit et Cie, 1906
- Le Jardin fermé, scènes de la vie féminine en Turquie, Plon-Nourrit et Cie, 1908
- Cantinière de la Croix-Rouge 1914-1916 - Perrin et Cie, 1917
- L'Envers d'un roman : Le secret des "Désenchantées" révélé par celle qui fut Djénane, Perrin, 1923

#### Traductions sous le nom de Marc Hélys (liste sélective)
- Aimé pour lui-même - Collection Stella n° 22 (traduction française du roman américain Brewster's Millions, 1902 pour le texte original de George Barr McCutcheon)
- Le Vieux Manoir, (traduction française d'une nouvelle suédoise de Selma Lagerlöf), Perrin, Paris
- Dans le désert, (traduction française du roman italien Sino al confine, de Grazia Deledda), Paris, Hachette, 1912
- Une héroïne de la Renaissance italienne, Caterina Sforza, 1463-1509, (traduction française partielle de Caterina Sforza, édition en 3 volume de l'historien italien Pier Desiderio Pasolini (it))
- Des roseaux sous le vent (traduction française du roman italien Canne al vento de Grazia Deledda), Paris, Grasset, 1919
- Betty et ses amoureux (traduction française du roman The Two Vanrevels de Booth Tarkington), Paris, Hachette, 1936